# Салмонд, Энн
Мэри Энн Салмонд (Mary Anne Salmond; род. 16 ноября 1945, Веллингтон) — новозеландский учёный-обществовед, антрополог и историк, специалист по Новой Зеландии и маористике, общественный деятель. Специалист в области социальной антропологии и этноистории. 
Доктор философии (1972), заслуженный профессор Оклендского университета, член Королевского общества Новой Зеландии (1990) и его вице-президент (2016—2018), членкор Британской академии (2008), иностранный член Национальной академии наук США (2009) и Американского философского общества (2015).
Отмечена Rutherford Medal (Royal Society of New Zealand) в 2013 году. New Zealander of the Year (2013). Главный труд — Two Worlds: First Meetings Between Maori and Europeans 1642—1772 (1991).
Выросла в Гисборне. Некоторое время училась в США. Окончила Оклендский университет (магистр, 1968), где изучала антропологию, а первоначально язык маори. В 1972 году получила степень доктора философии в Пенсильванском университете. С 1971 года преподавала фул-тайм в Оклендском университете, с 2001 года там заслуженный профессор маористики и антропологии, являлась заместителем проректора.
Также отмечена Prime Minister's Awards for Literary Achievement (2004) и Carl Friedrich von Siemens Research Award (2018). Лауреат программы Фулбрайта.
Дама-командор ордена Британской империи (1995; CBE, 1988).
Автор семи книг и множества статей.